# Torneo de Buenos Aires 2008
La Copa Telmex 2008 (Torneo de ATP de Buenos Aires) fue un evento de tenis perteneciente al ATP World Tour en la serie 250 que repartió un total de 485 000 dólares en premios y 175 puntos para el ganador. El torneo se jugó entre el 18 y 24 de febrero en Buenos Aires (Argentina).

## Campeones
- Individuales masculinos:  David Nalbandián derrota a  José Acasuso, 3-6, 7-6(5), 6-4.

- Dobles masculinos:  Agustín Calleri /  Luis Horna derrotan a   Werner Eschauer /  Peter Luczak, 6–0, 6–7 (6), 10–2.

- Datos: Q3690831